# Casa d'Emili Maurí
La Casa d'Emili Maurí és un edifici medieval de la vila de Vilafranca de Conflent, a la comarca d'aquest nom, de la Catalunya del Nord. Està inventariat com a monument històric.
Està situat en el número 44 del Carrer de Sant Joan, a la parcel·la cadastral 124. És a prop de l'Antic Hospital de Vilafranca de Conflent, tres cases més cap a llevant.

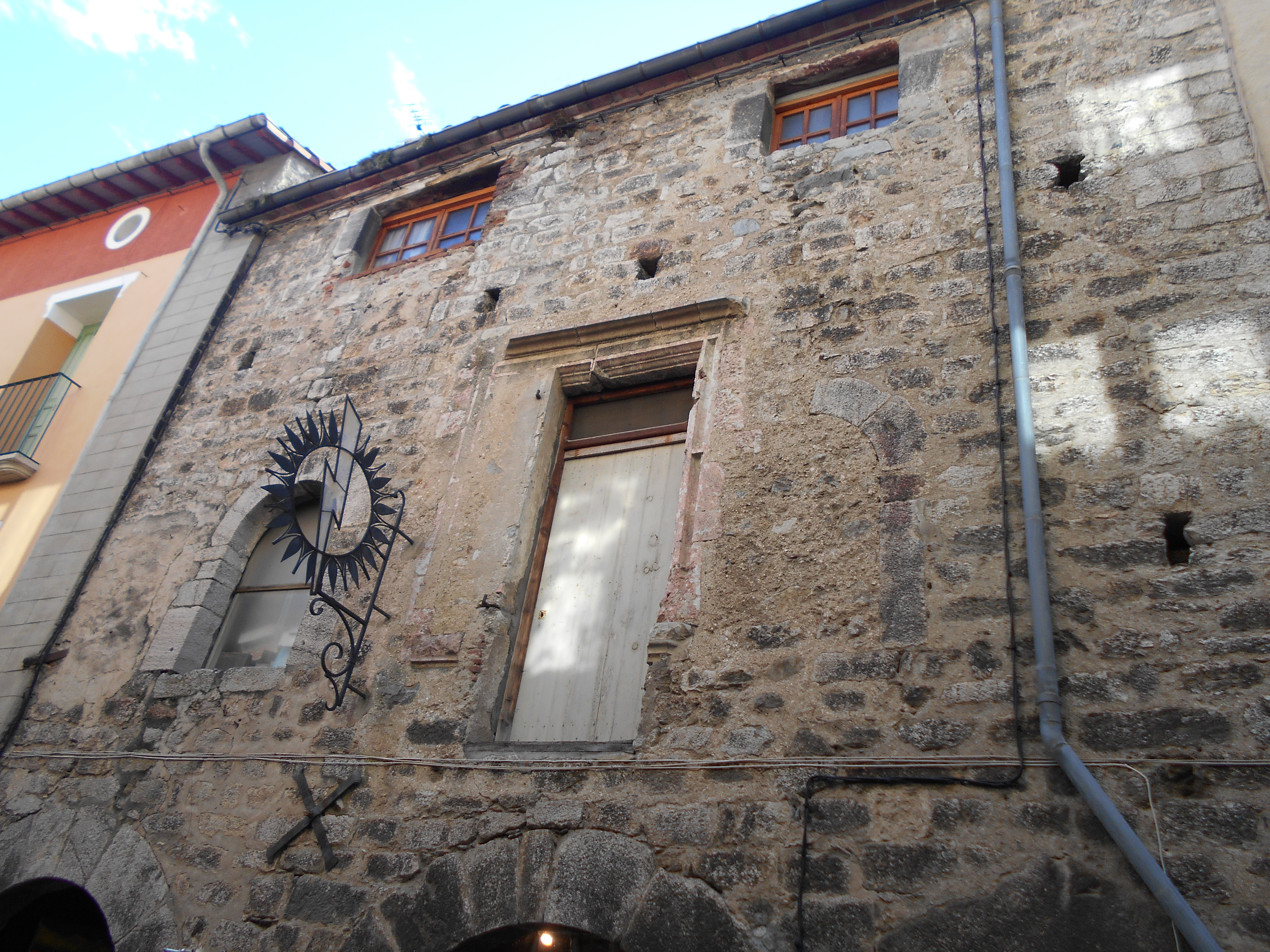
Detall de la part alta de la façana

L'edifici, de finals del segle xii - començaments del XIII, amb elements similars a l'antic hospital, Té un llarg ràfec de 8 metres, i és construït de còdols disposat en filades regulars. A sota de les finestres es conserven forats de bastida. A la planta baixa es troben dues arcades de punt rodó amb arestes vives i dovelles extradossades. Les dues portes fan 1,83 m d'amplada, i al costat de ponent de les portes se'n troba una altra de rectangular, de 83 cm d'ample, coberta per una llinda triangular. Al pis hi ha una finestra de punt rodó amb arestes vives i una altra de renaixentista, que inicialment era de creu, com altres del mateix carrer.